# كورنيليوس ر. بارسونز
كورنيليوس ر. بارسونز (بالإنجليزية: Cornelius R. Parsons)‏ هو سياسي أمريكي، ولد في 22 مايو 1842 في الولايات المتحدة، وتوفي في 30 يناير 1901 في روتشستر في الولايات المتحدة. حزبياً، نشط في الحزب الجمهوري. وقد انتخب عضو جمعية ولاية نيويورك وانتخب عضو مجلس ولاية نيويورك.